# 부천북여자중학교
부천북여자중학교(富川北女子中學校)는 경기도 부천시 도당동에 있었던 공립 중학교이다.

## 학교 연혁
- 1982년 1월 21일: 부천북여자중학교 설립인가(21학급)
- 1983년 3월 5일: 초대 조인선 교장 취임, 제1회 입학식(425명)
- 1986년 2월 25일: 제1회 졸업식(454명)
- 2016년 3월 2일: 제11대 정치권 교장 취임
- 2017년 2월 8일: 제32회 졸업식(214명) (연 14,040명)
- 2017년 3월 2일: 제35회 입학식(145명)
- 2018년 2월 28일: 부천북중학교와 도당중학교로 통폐합[2], 35년만에 폐교

## 참고 자료
- 부천북여자중학교 - 한국교육학술정보원 학교알리미